# Enyo otiosus
Enyo otiosus är en fjärilsart som beskrevs av Kernbach 1957. Enyo otiosus ingår i släktet Enyo och familjen svärmare. Inga underarter finns listade i Catalogue of Life.